# Barbie: Super Model
Barbie: Super Model är ett multiplayer pedagogiskt actionspel för en eller två spelare. Det möjliggör för spelaren att spela som Barbie. Det släpptes för Sega Mega Drive, SNES och MS-DOS 1993.